# Crocidura similiturba
Crocidura similiturba és una espècie d'eulipotifle de la família de les musaranyes (Soricidae). És endèmica d'Etiòpia, on viu a altituds properes a 1.500 msnm. El seu hàbitat natural és un ecotò d'aiguamolls secs i boscos amb una espessa cobertura de matolls i herba. Té una llargada de cap a gropa de 86–102 mm, la cua de 57,5–67,5 mm, un pes de 13–21 g i el pelatge de color negre. El seu nom específic, similiturba, significa ‘semblant a [la musaranya] turba’ en llatí.